# Тулинська сільська рада (Миронівський район)
| Тулинська сільська рада — орган місцевого самоврядування у Миронівському районі Київської області з адміністративним центром у с. Тулинці. Історична дата утворення: в 1918 році. Водоймища на території, підпорядкованій даній сільській раді: річка Шевелуха. Сільській раді підпорядковані населені пункти: - с. Тулинці |

## Склад ради
Рада складається з 12 депутатів та голови.

### Керівний склад ради
| ПІБ                        | Основні відомості                                                                       | Дата обрання | Дата звільнення |
| -------------------------- | --------------------------------------------------------------------------------------- | ------------ | --------------- |
| Золотоверха Любов Іванівна | Сільський голова, 1960 року народження, освіта, позапартійна                            | 26.03.2006   | 31.10.2010      |
| Золотоверха Любов Іванівна | Сільський голова, 1960 року народження, освіта середня спеціальна, член Партії регіонів | 31.10.2010   |                 |

Примітка: таблиця складена за даними джерела